# Varandān
Varandān (persiska: ورندان) är en ort i Iran.   Den ligger i provinsen Mazandaran, i den norra delen av landet, 190 km nordost om huvudstaden Teheran. Varandān ligger 6 meter över havet och antalet invånare är 262.
Terrängen runt Varandān är platt. Runt Varandān är det ganska tätbefolkat, med 80 invånare per kvadratkilometer. Närmaste större samhälle är Sari, 18,2 km sydväst om Varandān. Trakten runt Varandān består till största delen av jordbruksmark.